# L'Homme dans la Lune (roman)
Ne doit pas être confondu avec L'Homme dans la lune.
L'Homme dans la Lune (The Man in the Moone) est un roman de l'évêque et écrivain anglais Francis Godwin, écrit à la fin des années 1620 et publié pour la première fois à titre posthume en 1638, sous le pseudonyme de Domingo Gonsales.

## Contexte et influence

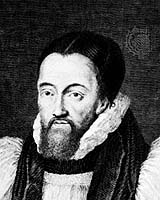
Francis Godwin

Francis Godwin est un contemporain de Galilée. Il fut étudiant au Christ Church College, à Oxford, établissement où Giordano Bruno enseigna au cours de l'année 1583. 
Au travers de ce roman qui se présente sous la forme d'un compte-rendu écrit à la première personne, Francis Godwin se base sur les théories de l'astronome polonais Nicolas Copernic. L’ascension du héros vers la Lune lui permet donc d'évoquer le mouvement apparent des astres, leur vitesse, l’attraction gravitationnelle de la Lune et de la Terre, ainsi que la « transmission de la chaleur dans un espace dépourvu d’air ».
Francis Godwin s'est inspiré de plusieurs ouvrages précédents dont, notamment L'Anatomie de la mélancolie, écrit par son contemporain, le vicaire et universitaire d'Oxford Robert Burton publiée en 1621, ainsi que des récits publiés dans l'Historia rerum Anglicarum de William de Newburgh (ou  Guillaume de Neubrige), écrit à la fin du XIIe siècle et enfin du masque News from the New World Discovered in the Moon du dramaturge et poète anglais Ben Jonson, publié en 1620

## Contenu

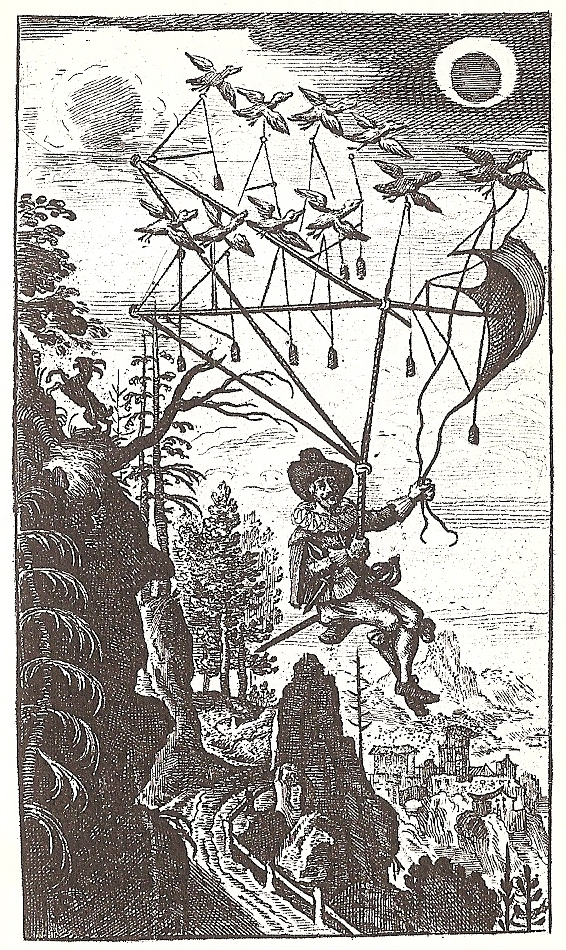
Frontispice de l'édition allemande de 1659'

Dans la première partie du livre, le narrateur, un espagnol dénommé Domingo Gonsales, est contraint de quitter son pays et de s'exiler après avoir tué un homme au cours d'un duel. 
Domingo se réfugie aux Indes Orientales ou il prospère dans le commerce. Après quelque temps, il décide de retourner chez lui mais il tombe malade en mer, l'équipage du navire l'abandonnant sur l'Ile Sainte Hélène. Avec l'aide de son fidèle servant Diego, il invente une machine volante en utilisant de grandes oies capables de porter de lourdes charges. 
Domingo décide cependant de retourner en Espagne en bateau, mais celui-ci est attaqué par la flotte anglaise au large de Ténérife. L'Espagnol n'a alors d'autre moyen que de s'échapper dans les airs, grâce à sa machine volante tirée par ses oies afin d'éviter d'être fait prisonnier. Il atteint alors la Lune au bout de douze jours. 
Dans la deuxième partie, le narrateur y trouve un monde utopique habité par des géants s'exprimant par des notes de musique et gouvernés par des règles très précises.
Dans la troisième partie, Domingo a le mal du pays et décide de retourner sur terre avec sa machine tirée par les oies, mais il atterrit en Chine, où on le prend pour un magicien. Il rencontre des Jésuites en mission et espère toujours retourner chez lui afin de partager ses connaissances et ses découvertes avec ses contemporains,.

## Éditions

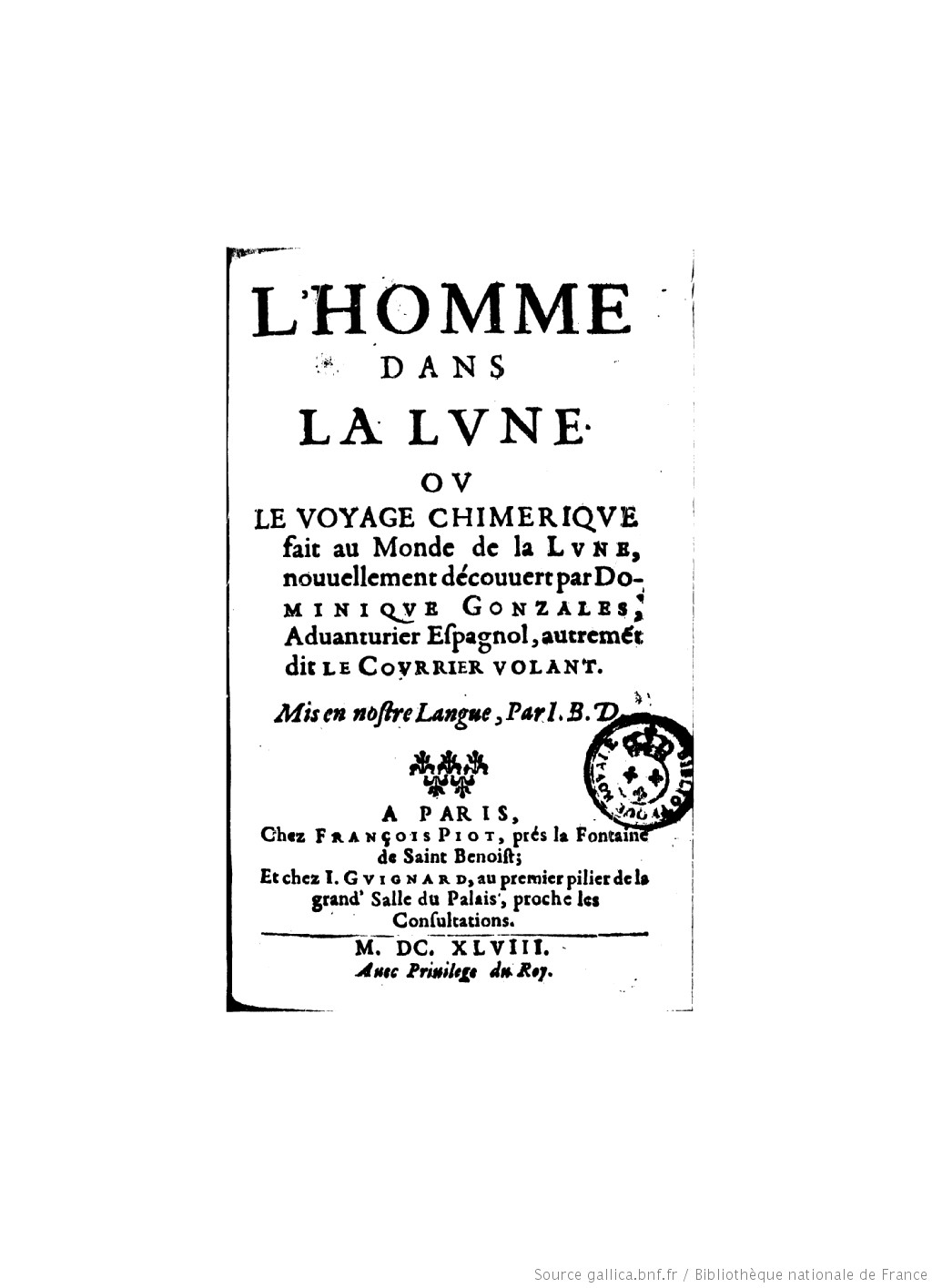
Couverture française de l'Homme dans la Lune (1648)

Publié de façon posthume à Londres en 1638, The Man in the Moon a été traduit en français en 1648 par l'académicien Jean Baudouin.

## Postérité
Avec Le Songe ou l'Astronomie lunaire (en latin Somnium, seu opus posthumum de astronomia lunar), écrit en 1634 par l'astronome allemand Johannes Kepler, L'homme dans la Lune est considéré comme un des premières œuvres de science-fiction de la littérature européenne, même si ce terme relève d'un anachronisme pour l'époque.
L'Histoire comique des États et Empires de la Lune est une nouvelle posthume de l'écrivain français Savinien de Cyrano de Bergerac relatant un voyage imaginaire sur la Lune. Publiée en 1657 et également écrite à la première personne du singulier (et publié après la mort des deux auteurs), l'histoire emprunte la même idée que celle de Francis Godwin. La plupart des articles et de livres évoquant ces deux ouvrages relatent souvent le parallèle entre les deux récits dont la base est essentiellement d'ordre philosophique. La différence se situe au niveau de l'accueil assuré par les habitants de la lune, assez chaleureux pour le héros de Godwin et nettement réjouissant pour celui de Cyrano de Bergerac, préfigurant déjà deux visions différentes des avatars que peuvent subir deux aventuriers de l'espace.